# Son Servera
Son Servera település Spanyolországban, a Baleár-szigeteken. Son Servera Capdepera, Artà és Sant Llorenç des Cardassar községekkel határos. Lakosainak száma 12 261 fő (2024).

## Népesség
A település népessége az elmúlt években az alábbi módon változott:
| Lakosok száma | 10 179 | 10 519 | 10 951 | 12 215 | 12 195 | 11 576 | 11 119 | 11 568 | 11 835 | 12 261 |
|               | 2001   | 2004   | 2006   | 2009   | 2011   | 2014   | 2016   | 2019   | 2021   | 2024   |